# Lilly Kjellström
Lilly Harriet Eleonora Kjellström, född 26 september 1901 i Örebro, Närke, död 1 juli 1969 i Hägersten, var en svensk skådespelare. Alternativnamn: Lilly Erne.
Hon är begravd på Skogskyrkogården i Stockholm.

## Filmografi
- 1931 – Skepparkärlek
- 1932 – Muntra musikanter: dam på gården i Uppsala
- 1932 – Vi som går köksvägen: fru på järnvägsperrongen
- 1932 – Svärmor kommer: Greta, barnsköterskan
- 1933 – Hemliga Svensson: pigan med en kalv på vägen
- 1934 – Uppsagd: Amalia, hans fru
- 1936 – Fru Andersson: part i målet Andersson mot Andersson
- 1936 – Familjen som var en karusell: expedit i tobaksaffären
- 1936 – Släkten är värst
- 1937 – Än leva de gamla gudar
- 1938 – Vi som går scenvägen: fru Gustavsson, städerska på teatern
- 1939 – Landstormens lilla Lotta: Stina, Falks piga
- 1939 – Känn ditt ansvar
- 1940 – Stål: hans fru
- 1942 – Tre skojiga skojare: Anna, Fabians fru
- 1942 – En äventyrare: tjänstekvinna hos Grijp
- 1943 – Livet på landet: kokerskan
- 1943 – Hans Majestäts rival: ragatan i fönstret
- 1944 – Snöstormen: kallskänka på Stadskällaren
- 1945 – Flickor i hamn: uppasserska
- 1946 – Johansson och Vestman
- 1946 – Brita i grosshandlarhuset

## Teater

### Roller
| År   | Roll                        | Produktion                                                                       | Regi                         | Teater                      |
| ---- | --------------------------- | -------------------------------------------------------------------------------- | ---------------------------- | --------------------------- |
| 1935 | Fina Fager                  | Hur ska' de' gå för Pettersson? Sigge Fischer                                    |                              | Söders friluftsteater       |
| 1935 | Bibbi, kabaretartist        | Följ me' till Köpenhamn Sigge Fischer                                            | Sigge Fischer                | Mosebacketeatern            |
| 1936 |                             | Skojar-Hampus Sigge Fischer                                                      |                              | Mosebacketeatern            |
| 1936 |                             | Fröken Grönlunds pojke Sigge och Arthur Fischer                                  | Sigge Fischer Arthur Fischer | Mosebacketeatern            |
| 1936 | Bojan, tjänsteande          | Tro, hopp och kärlek Arthur Fischer                                              | Arthur Fischer               | Klippans sommarteater       |
| 1936 | Madam Styv                  | Hemsöborna August Strindberg                                                     | Sigge Fischer                | Mosebacketeatern            |
| 1936 |                             | Augustas lilla felsteg Sigge Fischer                                             |                              | Mosebacketeatern            |
| 1937 | Hembiträdet                 | Bergsprängarbruden Albin Erlandzon                                               | Sigge Fischer                | Mosebacketeatern            |
| 1937 |                             | Lördagsflirt Bjørn Bjørnevik                                                     |                              | Mosebacketeatern            |
| 1937 |                             | Va' händer hos Jonssons Siegfried Fischer                                        |                              | Söders friluftsteater       |
| 1937 | Vanja Harring, konstnärinna | Fredrik och försynen Henning Ege                                                 | Siegfried Fischer            | Mosebacketeatern            |
| 1937 | Medverkande                 | Opp och heja! eller Mannen som stal Golfströmmen Tage Forsberg och Henry Carlson |                              | Mosebacketeatern            |
| 1938 |                             | Glada änkan i 12:an Siegfried Fischer                                            | Siegfried Fischer            | Klippans sommarteater       |
| 1938 | Millan, kokerska            | Kökskavaljerer Siegfried Fischer                                                 | Siegfried Fischer            | Mosebacketeatern            |
| 1940 |                             | De tre malajerna Gideon Wahlberg                                                 |                              | Tantolundens friluftsteater |
| 1942 | Medverkande                 | Handen på hjärtat, revy Stig Bergendorff och Gösta Bernhard                      | Inga Hodell                  | Casinoteatern               |
| 1942 | Medverkande                 | Så blev det vår igen, revy Stig Bergendorff och Gösta Bernhard                   | Inga Hodell                  | Casinoteatern               |